# NGC 6458
NGC 6458 est une galaxie lenticulaire située dans la constellation d'Hercule. Sa vitesse par rapport au fond diffus cosmologique est de 3 128 ± 50 km/s, ce qui correspond à une distance de Hubble de 46,1 ± 3,3 Mpc (∼150 millions d'al). NGC 6458 a été découverte par l'astronome allemand Albert Marth en 1864.
NGC 6458 et NGC 6460 forment une paire physique de galaxies.

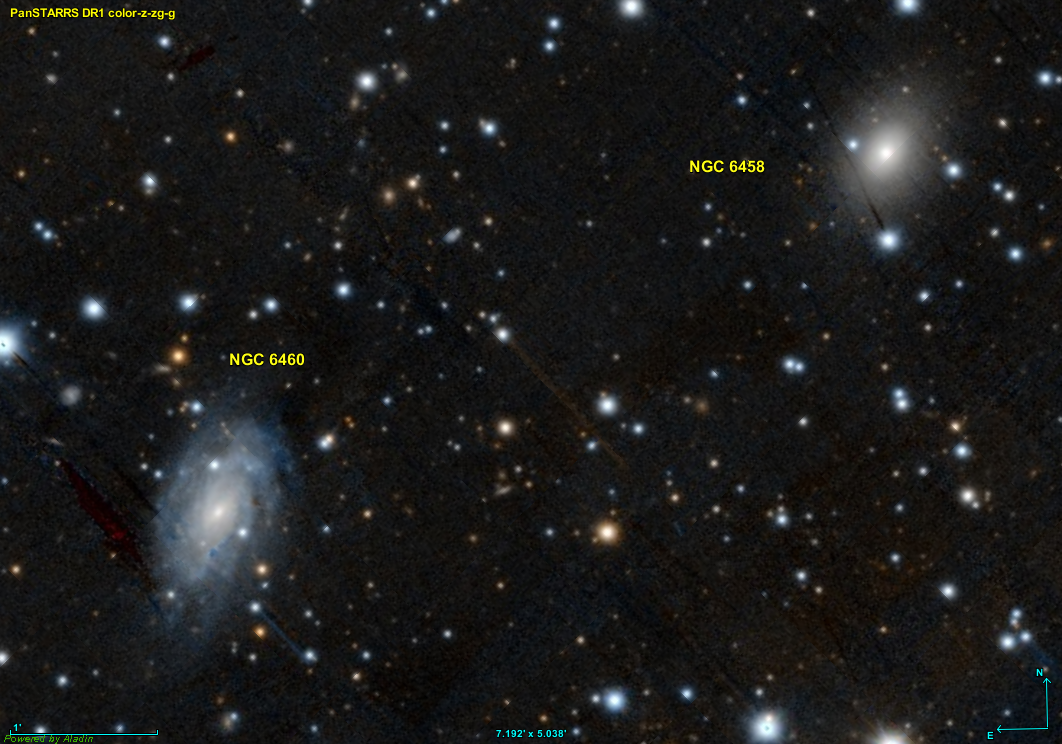
La paire de galaxies NGC 6458 et NGC 6460.